# Jan Uberman
Jan Uberman (ur. 2 września 1936, zm. 26 stycznia 2017) – polski duchowny rzymskokatolicki, ksiądz prałat, Honorowy Obywatel Wolina.

## Życiorys
Święcenia kapłańskie otrzymał 14 maja 1961. Był wikariuszem w  Świebodzinie, Słupsku, w Lipianach oraz Szczecinie. Następnie przez 13 lat piastował funkcję proboszcza w Radęcinie organizując remont tamtejszych kościołów. Od 14 czerwca 1986 do 13 października 2013 piastował funkcję proboszcza parafii pw. św. Mikołaja Biskupa w Wolinie. Był organizatorem odbudowy zniszczonej w trakcie II wojny światowej wolińskiej kolegiaty św. Mikołaja. Za całokształt postawy kapłańskiej i społecznej został uhonorowany tytułem Honorowego Obywatela Wolina. Został pochowany 30 stycznia 2017 na cmentarzu komunalnym.